# Marcus Fraser
Marcus Fraser (Corowa, 26 de julho de 1978) é um golfista profissional australiano que joga no European Tour e no PGA Tour of Australasia.
Natural de Corowa, Fraser representou a Austrália no jogo por tacadas individual masculino do golfe nos Jogos Olímpicos de Verão de 2016, no Rio de Janeiro, Brasil.